# Granny Smith

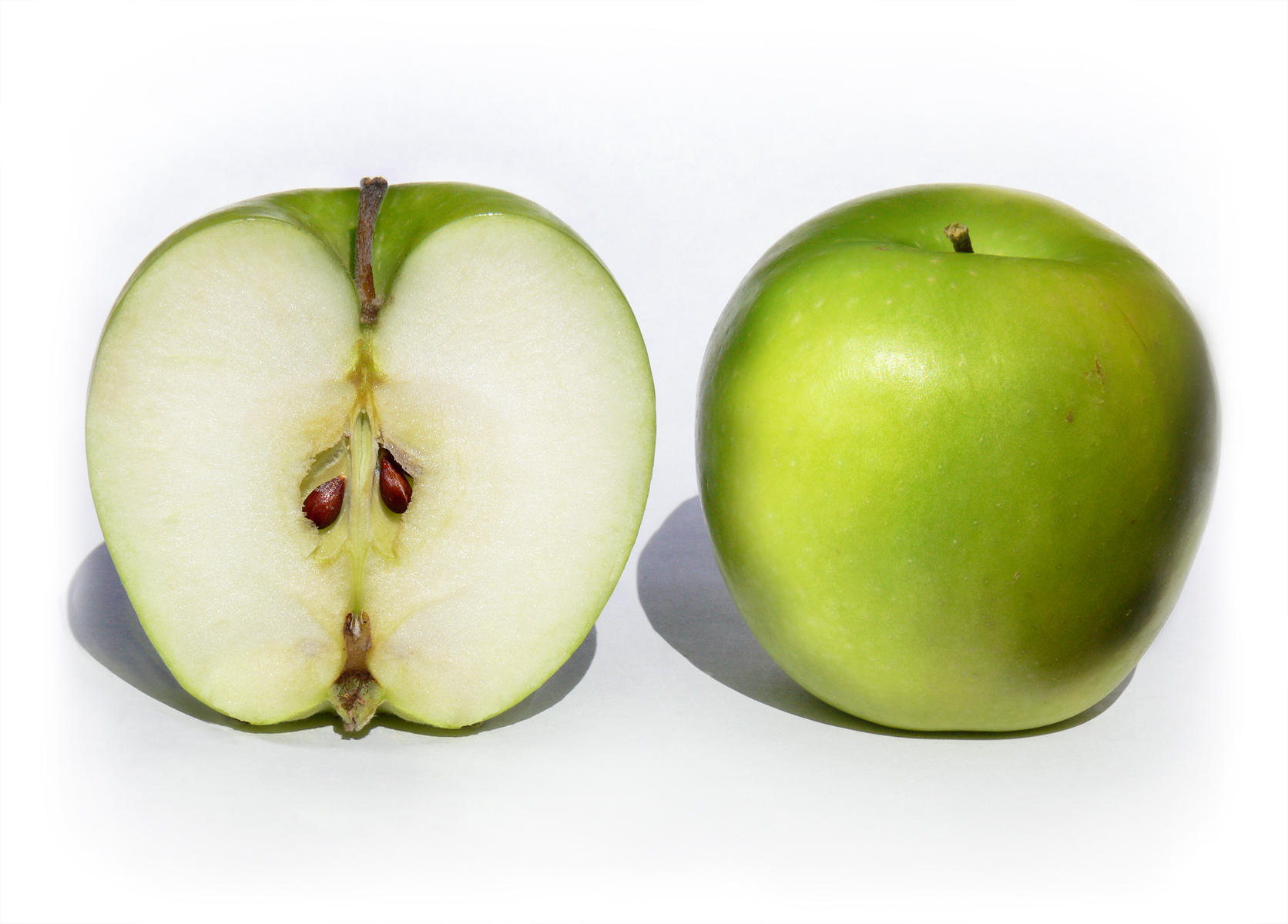
Une pomme Granny Smith, complète et coupée en deux.

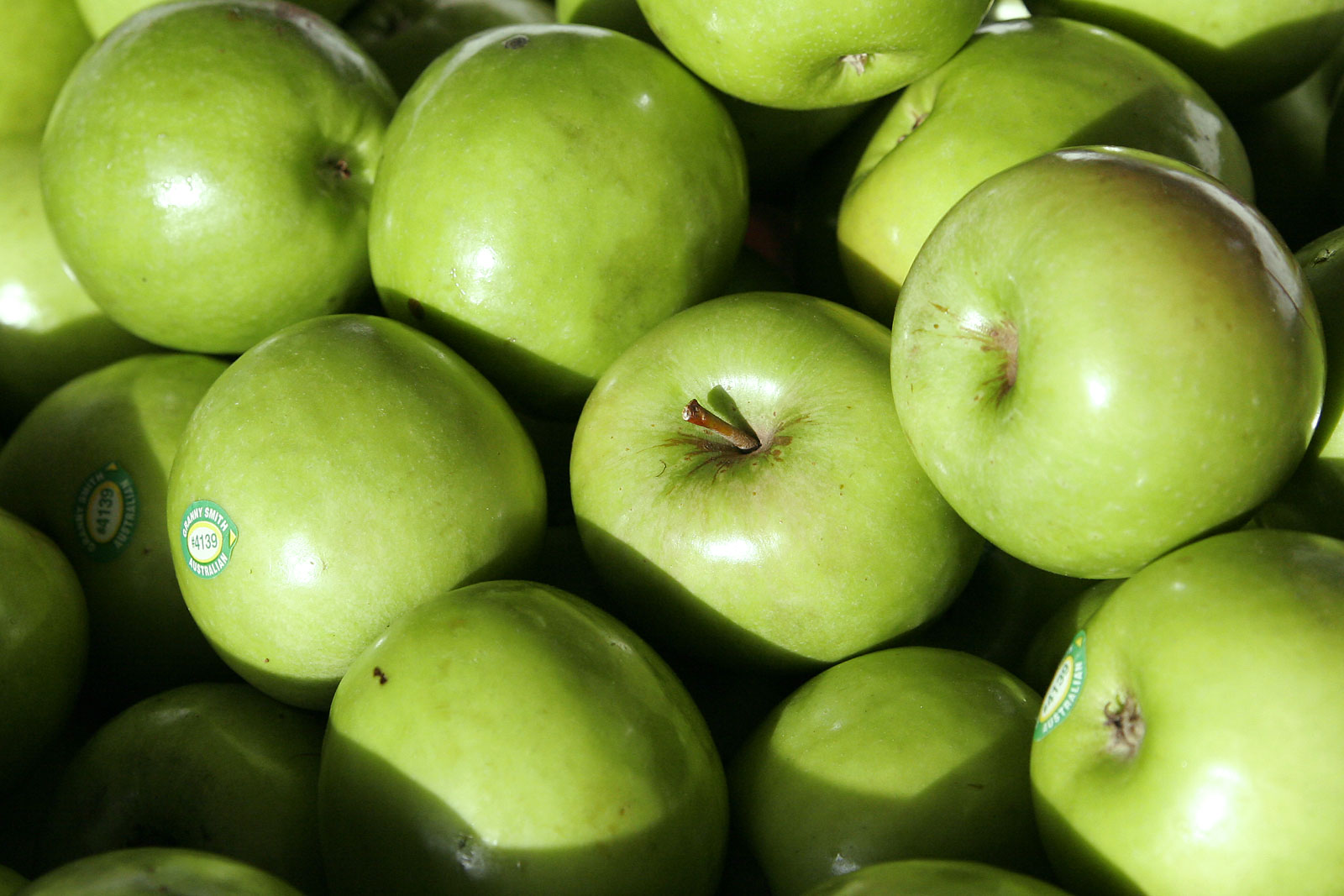
Des pommes Granny Smith.

La Granny Smith est une pomme verte acidulée et peu sucrée, à la chair ferme et friable. Elle est issue d'un pommier domestique Malus domestica Granny Smith, un cultivar très populaire apparu en Australie en 1868 à la suite d'un « semis chanceux » réalisé par une vieille dame, Maria Ann Smith surnommée Granny Smith (« Mamie Smith » en anglais). Aussi intéressante comme pomme à table qu'en pomme à cuire, sa quantité importante en polyphénols, aux propriétés antioxydantes, anti-inflammatoires et anticarcinogènes, en fait un aliment aux effets bénéfiques pour la santé.
En France, c'est la troisième pomme la plus cultivée, après la Golden Delicious et la Gala, avec 10 % de la production nationale[réf. souhaitée].

## Historique

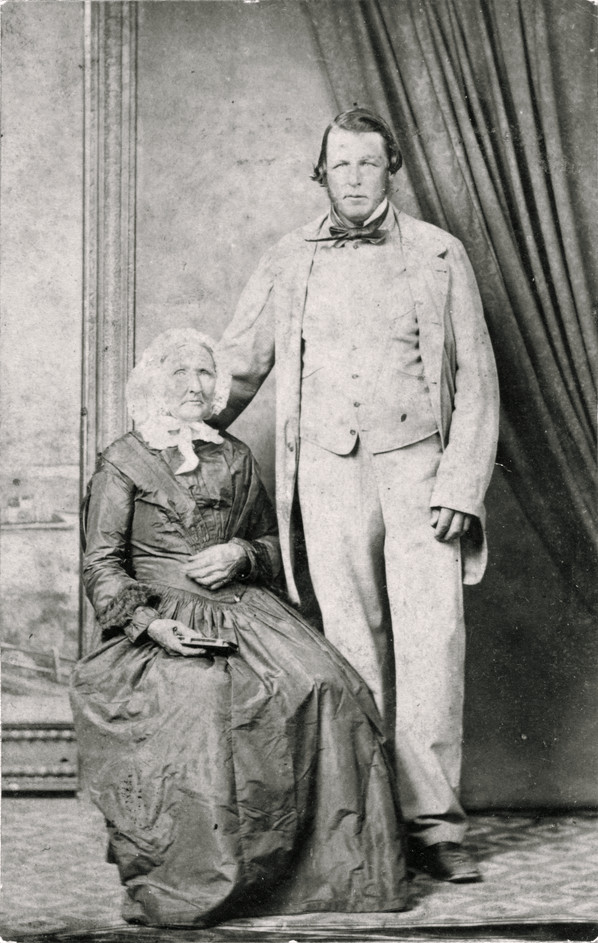
Maria Ann Sherwood Smith, « Granny Smith » (1799-1870).

Maria Ann Smith (1799–1870), née Sherwood, originaire de Peasmarsh dans le Sussex en Angleterre arriva en Australie en novembre 1838. Son mari, Thomas, acheta en 1855 un terrain à Eastwood dans la banlieue de Sydney. La légende raconte que Mrs. Smith revint un jour du marché de Sydney en transportant ses courses dans une vieille caisse de gin au fond de laquelle traînait un vieux trognon de pomme. Elle le jeta dans un coin de son terrain. Un pommier poussa et en 1868, elle obtint les premières pommes « Granny Smith ».
Largement diffusée en Nouvelle-Zélande, la Granny Smith est importée en Angleterre vers 1935 et aux États-Unis en 1972 par Grady Auvil.
On[Qui ?] pensait[Quand ?] qu'il s'agissait d'un hybride de pommier sauvage (Malus sylvestris) pollinisé par un pommier commun Malus pumila. Toutefois, les récentes analyses génétiques ont montré[Quand ?] que Granny Smith est issue d'un croisement Ortley x Fürstenapfel[réf. nécessaire].

## Description
Les Granny Smith sont des pommes de calibre moyen, récoltées avant la pleine maturité quand elles sont encore de couleur « vert pomme ». Certaines ayant bénéficié d'un temps de maturation plus long, ont des reflets roses. Si on les laisse à la température de 10 °C pendant 4 à 5 mois, la chlorophylle disparaît complètement et on obtient des pommes jaune rosé au parfum et au goût très marqué et à la chair très ferme et très riche en matières sèches.
Elles ont un goût assez acidulé, sont très fermes, croquantes, juteuses, excellentes à cuire ou à croquer. À peau assez épaisse, elles sont aussi appréciées en salade car sa chair ne brunit pas aussi vite que celle des autres variétés. Elles sont également adaptées pour la préparation des tartes aux pommes, puisqu'elles ont l'avantage de conserver leurs formes après une longue cuisson.

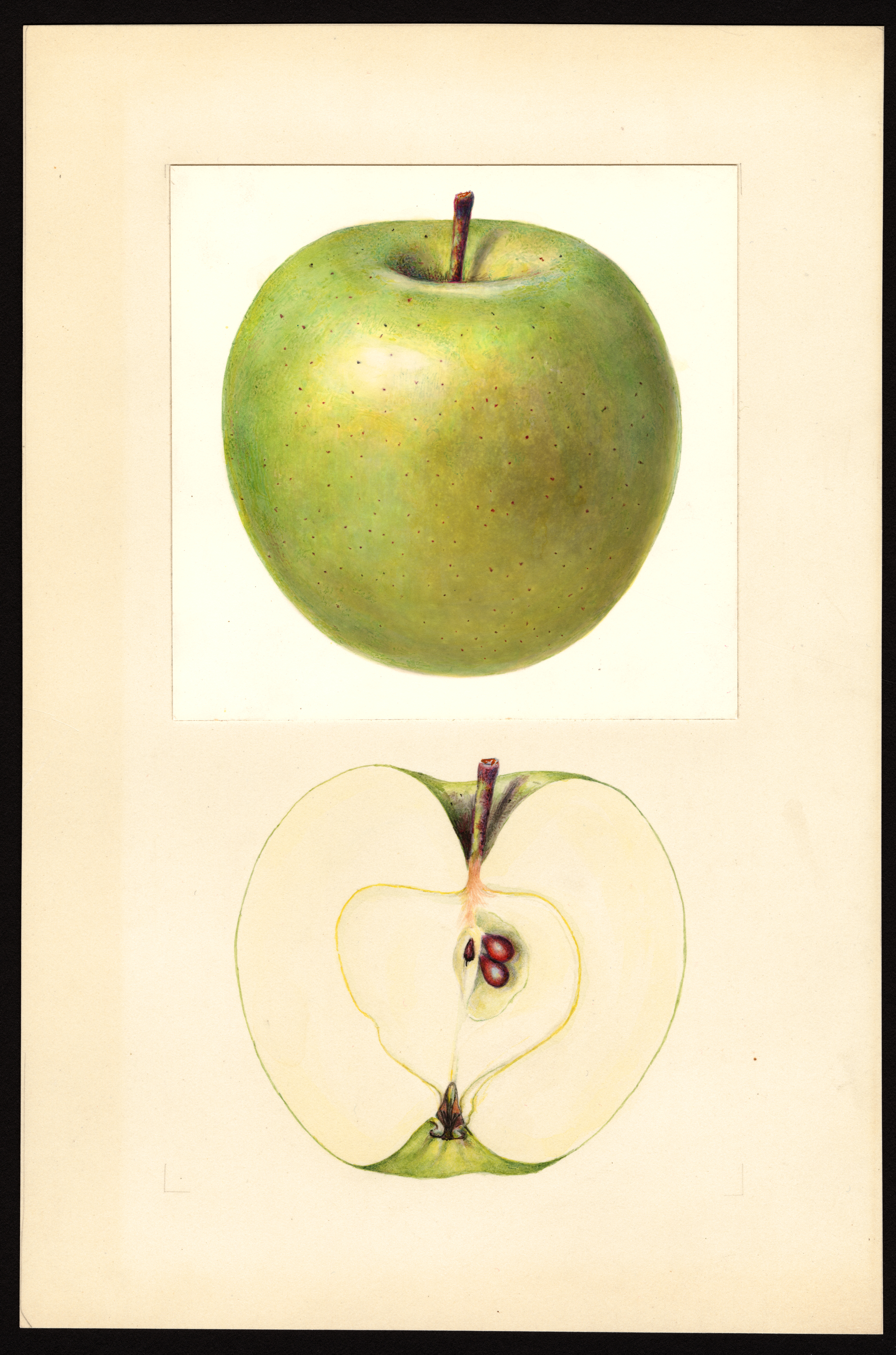
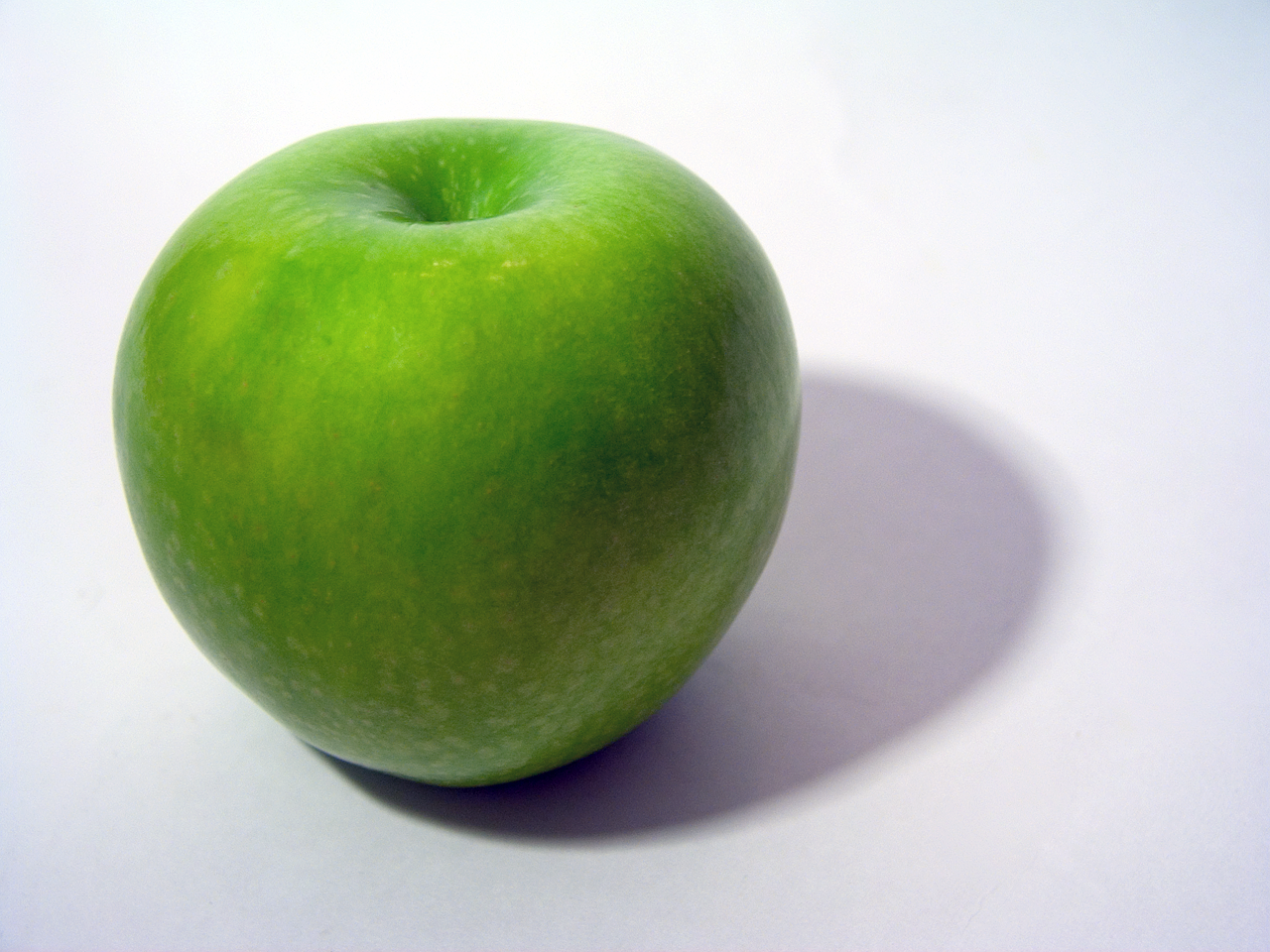
Granny Smith de 150 jours.
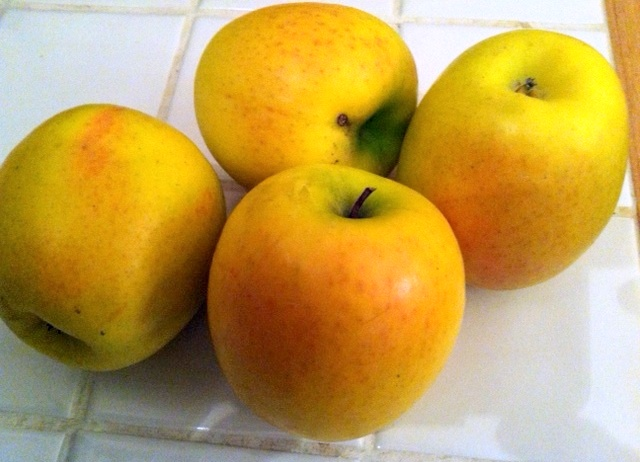
Granny Smith de 300 jours.
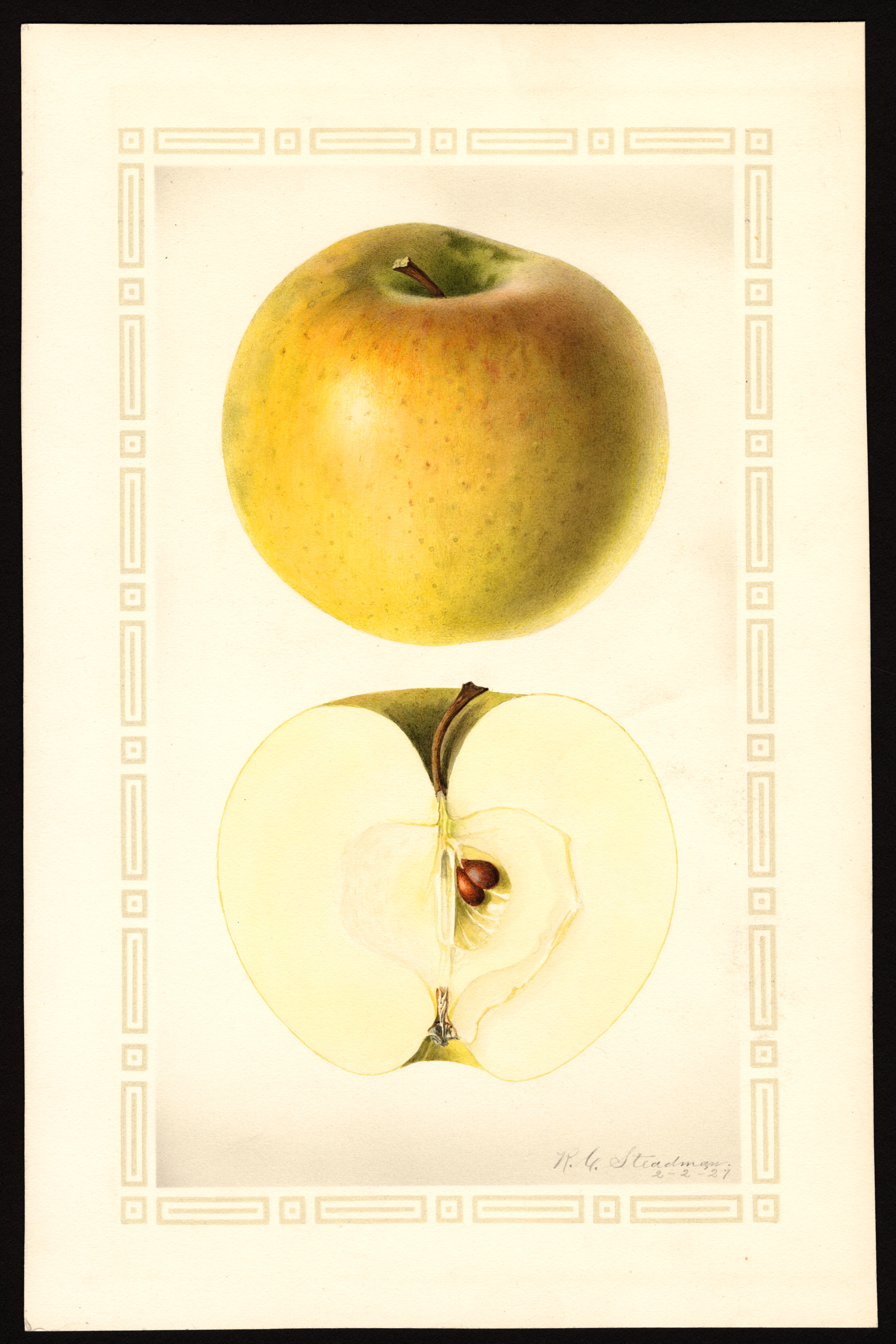
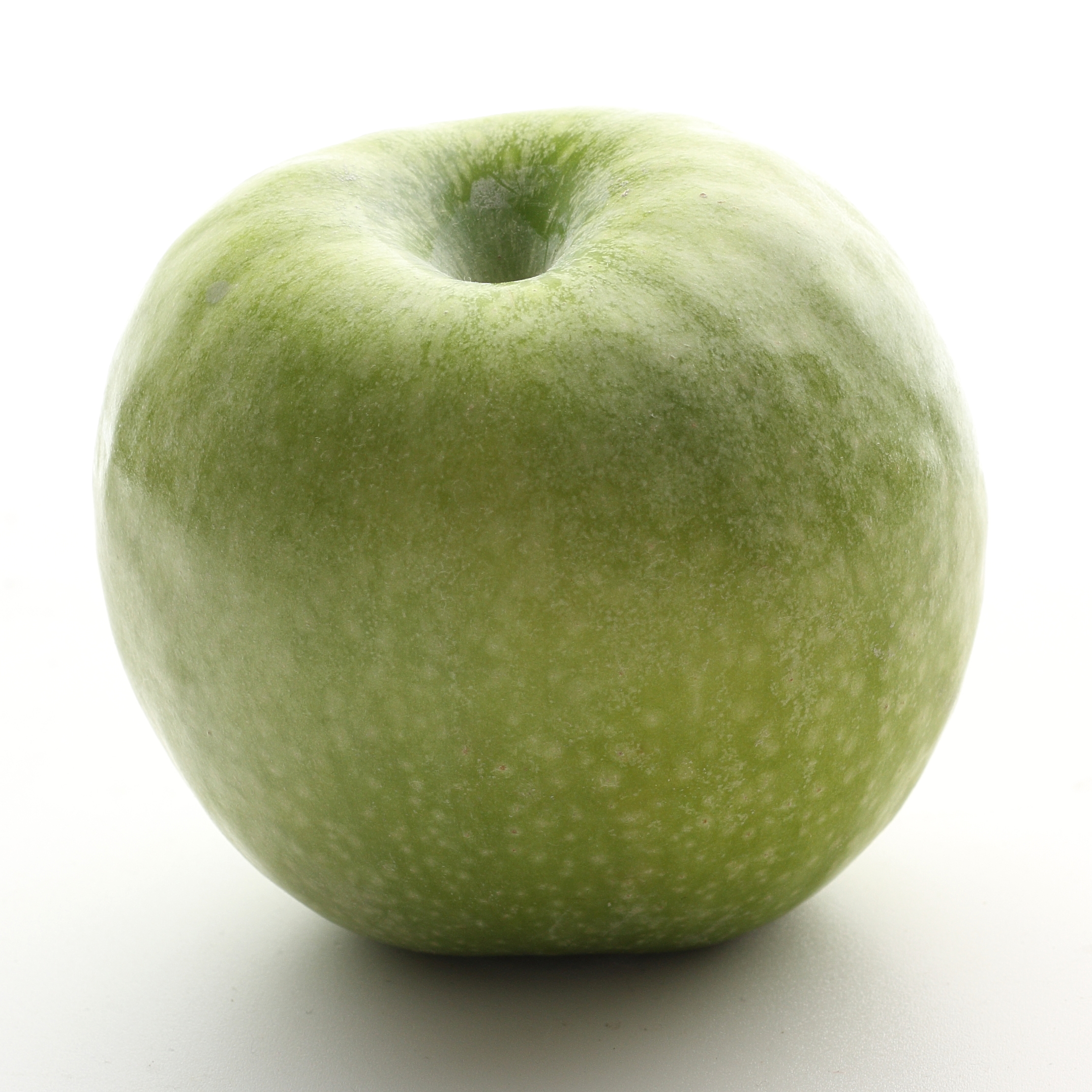

## Santé
La Granny Smith a une forte concentration d'antioxydants. Les analyses scientifiques distinguent pomme avec pelure ou sans. Elles montrent qu'un antioxydant comme la quercétine (C15H10O7) est présent principalement dans la pelure. Antioxydants (chair+pelure) : 3.898 µ mol TE/100 g. Elles sont notamment idéales et conseillées pour la perte de poids, grâce à la pectine qu’elles contiennent. La pectine permet de piéger une partie des graisses dans l’estomac, ainsi elles ne seront pas stockées mais directement éliminées[réf. nécessaire].

## Culture

### Caractère général
Ce cultivar, bien que très vigoureux, n'est pas très rustique. Granny Smith est une des variétés qui a besoin du plus de temps (plus de six mois) pour arriver à maturité (généralement vers fin octobre voire novembre)[Où ?]. Elle est donc plutôt cultivée dans des régions au climat doux à tempéré. En raison de la grande vigueur de ce cultivar, il est déconseillé de le greffer sur des porte-greffes nains (M7, M9, M26) sous peine de voir l'arbre casser au point greffe sous l'influence d'un vent fort.
Son port de type IV (pleureur) et l'extinction naturelle de ses rameaux fait que la Granny Smith ne nécessite que très peu d'opérations de taille pour bien fructifier chaque année (sans phénomène d'alternance).

### Pollinisation
Le pommier Granny Smith est souvent considéré comme un des meilleurs pollinisateurs pour les autres pommiers mais la variété n'est pas autofertile. Pour obtenir des fruits, il faut donc impérativement un autre pommier pollinisateur tel que le Golden Delicious, Reinette Baumann, Grand Alexandre, Grenadier, James Grieve ou Jonathan. Il appartient au groupe de pollinisation C, avec une date de pollinisation de 2 jours avant la Golden Delicious et pour S-génotype S3S23.

### Susceptibilités aux maladies
Le cultivar Granny Smith est très sensible aux maladies, en particulier à la tavelure, au mildiou, à la rouille  et sensible au feu bactérien. Cette susceptibilité en fait une variété inappropriée aux petits jardins familiaux où les traitements ne sont pas systématiques. La variété est moyennement sensible à l'oïdium et au puceron cendré du pommier.

### Aide au biocontrôle
Les pommiers en général sont sensibles à l'acarien rouge phytophage Panonychus ulmi, qui peut faire des dégâts sur les récoltes, en particulier des baisses de calibre et de taux de sucre, et affaiblit le verger. Le pommier Granny Smith peut intervenir comme auxiliaire pour la protection biologique intégrée du verger. Il possède des feuilles velues qui sont susceptibles de créer un environnement favorable pour les acariens prédateurs, auxiliaires d'entretien du type Kampimodromus aberrans consommateur d’acariens rouges.

## Divers
Le Granny Smith Festival (en) a lieu chaque année à Eastwood, dans la banlieue de Sydney, où la variété est née. Le festival a été créé en 1985, en l'honneur de Mme Smith, célèbre pour la création de ce cultivar mais aussi pour avoir amené la prospérité dans la région.
La Granny Smith est la pomme utilisée sur le label des Beatles, Apple Records.
Granny Smith est le nom d'un vieux poney dans le dessin animé My Little Pony. Elle fait partie d'une famille où tous les poneys ont un nom lié aux pommes (Big Macintosh, Applejack...)